# Samsung Galaxy S

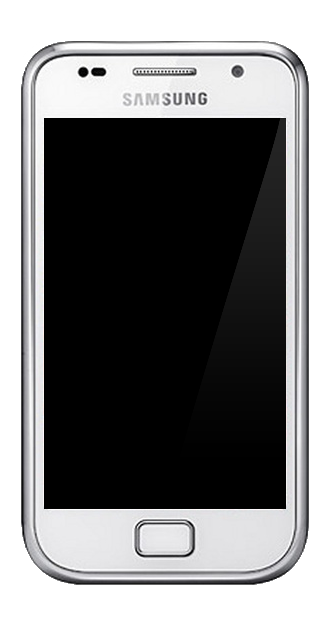

Samsung Galaxy S (GT-I9000) este primul smartphone aparținând seriei S, cea mai de succes gamă de telefoane mobile din lume produsă de Samsung. Lansat în anul 2010, Galaxy S a avut un impact puternic pe piața de telefonie mobilă. Acesta face parte din prima generație de telefoane Samsung Galaxy, primele modele de Galaxy S vândute având din fabrică versiunea de Android 2.1 (Eclair). Mai târziu au apărut și actualizări de software.
La momentul lansării, Samsung Galaxy S avea cele mai mari performanțe, printre ele numărându-se: ecranul Super AMOLED de 4 inci, memoria RAM de 512 MB, camera de 5 megapixeli cu autofocus și capacitatea de înregistrare a videoclipurilor la rezoluție HD, procesorul de 1 GHz (Cortex A8) și bateria de 1500 mAh.
Samsung Galaxy S este deschizătorul unor noi porți, avându-i ca urmași pe Samsung Galaxy S II (GT-I9100), Samsung Galaxy S III (GT-I9300), Samsung Galaxy S IV (GT-I9500), Samsung Galaxy S5, Samsung Galaxy S6, Samsung Galaxy S7, Samsung Galaxy S8, Samsung Galaxy S9, Samsung Galaxy S10, Samsung Galaxy S20, etc.